# France Gall
Isabelle Geneviève Marie Anne France Gall (9 tháng 10 năm 1947 – 7 tháng 1 năm 2018) là một ca sĩ nhạc pop người Pháp. Năm 17 tuổi, cô đã giành được giải trong cuộc thi Eurovision Song Contest. Năm 1973, cô bắt đầu cộng tác với ca sĩ kiêm nhạc sĩ người Pháp Michel Berger, kết hôn năm 1976, và thêm những ca khúc mới chỉ do anh viết cho buổi biểu diễn của cô từ đó cho đến khi anh qua đời vào năm 1992.

## Tiểu sử
Gall sinh ra ở Paris vào ngày 9 tháng 10 năm 1947, trong một gia đình có truyền thống âm nhạc. Cha cô, Robert Gall, đã từng sáng tác những bài hát cho Édith Piaf và Charles Aznavour. Mẹ cô, Cécile Berthier, là một ca sĩ và là con gái của Paul Berthier, người đồng sáng lập Les Petits Chanteurs à la Croix de Bois. Là con gái duy nhất của gia đình, cô có hai anh em: Patrice và Claude. Vào mùa xuân năm 1963, cha cô, Robert Gall đã khuyến khích con gái mình thu âm các bài hát và gửi các bản demo cho nhà xuất bản âm nhạc Denis Bourgeois. Tháng 7 năm đó, cô thử giọng cho Bourgeois tại nhà hát des Champs-Élysées ở Paris, sau đó Bourgeois muốn ký tên cô ngay lập tức. Sau đó, cô đã ký hợp đồng với Philips Records.

## Sự nghiệp
Vào thời điểm đó, Bourgeois đã làm việc cho hãng này với tư cách giám đốc nghệ thuật cho Serge Gainsbourg và đảm nhiệm vai trò này cho Gall. Anh khuyến khích cô thu âm bốn bài hát với nhạc sĩ jazz người Pháp, nhà soạn nhạc và nhà soạn nhạc Alain Goraguer.
Màn trình diễn đầu tiên trong đĩa đơn đầu tiên của cô với ca khúc "Ne sois pas si bête" xuất hiện vào ngày sinh nhật thứ 16 của cô. Nó được phát hành vào tháng 11 và trở thành hit, bán được 200.000 bản. Gainsbourg, người đã phát hành một số album và các bài hát cho các ca sĩ bao gồm Michèle Arnaud và Juliette Gréco, được Bourgeois yêu cầu viết các bài hát cho Gall. "N'écoute pas les idoles" của Gainsbourg là đĩa đơn thứ hai của Gall; bài hát đã đứng top đầu của bảng xếp hạng âm nhạc Pháp vào tháng 3 năm 1964 trong ba tuần.
Cùng lúc đó, Gall ra mắt biểu diễn trong phần mở màn cho Sacha Distel ở Bỉ. Hiệp hội của Gall và Gainsbourg đã sản xuất nhiều đĩa đơn phổ biến, tiếp tục suốt mùa hè năm 1964 với ca khúc hit "Laisse tomber les filles", tiếp theo là "Christiansen" của Datin-Vidalin. Gainsbourg cũng bí mật ghi lại tiếng cười của Gall để sử dụng trong "Pauvre Lola", một ca khúc trong album năm 1964 Gainsbourg Percussions.

## Cuộc sống cá nhân
Ngày 22 tháng 6 năm 1976, Gall kết hôn với Michel Berger, người đã sáng tác rất nhiều những ca khúc do cô thể hiện trong suốt sự nghiệp đi hát của cô. Họ có hai con, Pauline và Raphaël. Chồng cô, Berger chết vì đau tim vào năm 1992, ở tuổi 44.
Con gái Pauline của họ được chẩn đoán bị xơ nang ngay sau khi cô được sinh ra. Cô và Berger đã quyết định tập trung hy vọng của họ vào tiến trình nghiên cứu y học và giữ cho chi tiết về tình trạng của Pauline là bí mật của công chúng. Cô tham gia vào một hiệp ước với chồng để thay thế các dự án chuyên nghiệp của họ để chăm sóc con gái của họ với hy vọng rằng việc chữa trị sẽ được tìm thấy. Pauline chết vì căn bệnh này vào tháng 12/1997. Sau cái chết của cô con gái, Gall đôi khi mới chỉ xuất hiện trước công chúng.
Gall được chẩn đoán mắc bệnh ung thư vú vào tháng 4 năm 1993 và đã được điều trị thành công.

## Qua đời
Sau một thời gian dài điều trị bệnh ung thư vú, bà qua đời ở tuổi 70, do nhiễm trùng sau một trận chiến kéo dài hai năm với một căn bệnh ung thư không được tiết lộ, tại Bệnh viện American Hospital ở Neuilly-sur-Seine, Paris vào ngày 7 tháng 1 năm 2018.

## Danh sách đĩa nhạc
- N'écoute pas les idoles (1964)
- France Gall (Mes premières vraies vacances) (1964)
- Sacré Charlemagne (1964)
- Poupée de cire, poupée de son (1965)
- Baby pop (1966)
- Les Sucettes (1966)
- 1968 (1968)
- France Gall (1973)
- Cinq minutes d'amour (1976)
- France Gall (1976)
- Dancing disco (1977)
- France Gall Live (live album, 1978)
- Starmania (various artists) (1978)
- Paris, France (1980)
- Tout pour la musique (1981)
- Palais des Sports (live album, 1982)
- Débranche! (1984)
- France Gall au Zénith (live album, 1985)
- Babacar (1987)
- Le Tour de France 88 (live album, 1988)
- Double jeu (với Michel Berger, 1992)
- Simple je – Débranchée à Bercy (live album, 1993)
- Simple je – Rebranchée à Bercy (live album, 1994)
- Pleyel (live album, thu âm tại concert năm 1994, phát hành vào năm 2005)
- France (1996)
- Concert public (live, 1996) & Concert privé (Concert acoustique TV M6 1997) (1997)
- Best of France Gall (2004)
- Évidemment (2004)